# Kolomak, Reșetîlivka
Kolomak (în ucraineană Коломак) este un sat în comuna Kukobivka din raionul Reșetîlivka, regiunea Poltava, Ucraina.

## Demografie
Componența lingvistică a localității Kolomak
     Ucraineană (95,08%)
     Rusă (4,92%)
Conform recensământului din 2001, majoritatea populației localității Kolomak era vorbitoare de ucraineană (95,08%), existând în minoritate și vorbitori de rusă (4,92%).